# Georg Schmitz (Komponist)

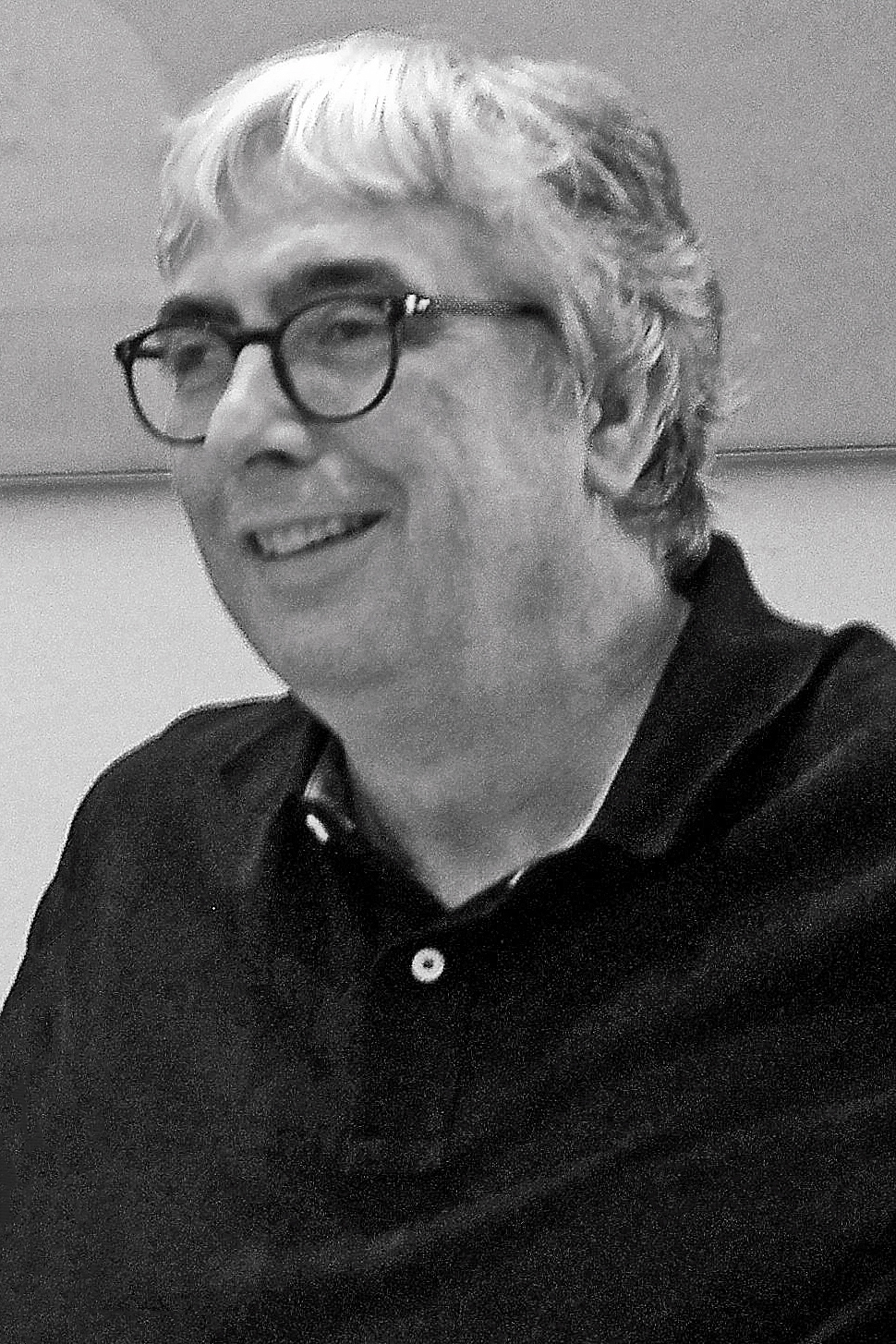

Georg Schmitz (* 1958 in Neuwied) ist ein deutscher Komponist und Musikpädagoge.

## Leben und Wirken
Georg Schmitz besuchte das Johannes-Gymnasium der Arnsteiner Patres in Lahnstein, das er 1977 mit dem Abitur abschloss. Während der Schulzeit erhielt er Unterricht in Gitarre, Klavier und Harmonielehre. Nach dem Abitur studierte er am Peter-Cornelius-Konservatorium und an der Johannes-Gutenberg-Universität Mainz. Neben Studienaufenthalten in Ungarn und Polen besuchte Schmitz Meisterkurse unter anderem bei Konrad Ragossnig, Hubert Käppel und David Russell. Mehrmals nahm er an den Sommerakademien des IRCAM in Paris teil. Während des Studiums unterrichtete er am Peter-Cornelius-Konservatorium Mainz, nach dem Studium an der Musikschule der Stadt Koblenz. Er leitet die Fachabteilung Zupfinstrumente und unterrichtet Gitarre und Musiktheorie.
1992 initiierte Schmitz das Internationale Pfingstseminar, aus dem sich das Koblenz International Guitar Festival entwickelte.
2001 gründete Schmitz gemeinsam mit Hubert Käppel die Gitarrenakademie der Musikschule, die hochbegabte Schülern auf das Studium vorbereitet.
Im Jahr 2007 wurde die Koblenz International Guitar Academy als ganzjährig arbeitende Einrichtung des Koblenz International Guitar Festivals gegründet und widmet sich der Aus-Fort- und Weiterbildung junger Gitarristen.

## Werke
- Bühnenmusik für Don Camillo, Stadttheater Koblenz.
- Operation Hochhalten, Performance mit Jiři Keuthen, uraufgeführt im Koblenzer Schloss 1994
- Robot, Performance mit Jiři Keuthen, uraufgeführt im Teatr Ludowy Krakau 1995
- La vieille Baleine für Gitarre solo, uraufgeführt von in der Musikhochschule Köln 2000 von Tobias Kassung
- Fantasie für Gitarre solo, uraufgeführt in Rio de Janeiro 2003 von Hubert Käppel, veröffentlicht bei Edition Margaux, Brühl
- Last Encore für Gitarre solo, uraufgeführt im Schloss Engers 2005 von Volker Höh
- Letzte Zugaben, uraufgeführt auf dem Koblenz International Guitar Festival 2009 von Aniello Desiderio, veröffentlicht bei Chantarelle-Verlag, Heidelberg.
- Toccata und Elegie, 2011, veröffentlicht bei Chantarelle-Verlag, Heidelberg